# Wilfredo Martínez
Wilfredo Martínez, född den 9 januari 1985, är en kubansk friidrottare som tävlar i längdhopp.
Martínez genombrott kom under 2008 då han först blev åtta vid inomhus-VM i Valencia och senare samma år var i final vid Olympiska sommarspelen 2008 där han slutade femma efter ett hopp på 8,19 meter.

## Personliga rekord
- Längdhopp - 8,31 meter